# Meloidogynidae
Famille
Les Meloidogynidae sont une famille de nématodes de l'ordre des Panagrolaimida selon l'IRMNG (11 mai 2021) ou des Rhabditida selon GBIF (11 mai 2021).

## Liste des genres
Selon l'IRMNG (11 mai 2021) :

### Noms acceptés
- Bursadera Ivanova & Krall, 1985
- Meloidoderella Khan, 1972
- Meloidogyne Goeldi, 1889
- Meloinema Choi & Geraert, 1973
- Spartonema Siddiqi Tylenchida, 1986

### Synonymes
- Punctodera Krall & Krall, 1973, synonyme de Punctodera Mulvey & Stone, 1976 (nomen nudum)
- Hypsoperine Sledge & Golden, 1964, synonyme de Meloidogyne Goeldi, 1889
- Nacobbodera Golden & Jensen, 1974, synonyme de Meloinema Choi & Geraert, 1973